# 陸上自衛隊師團等列表
陸上自衛隊師團等列表為日本陸上自衛隊師團、旅團及團之列表。

## 師團、旅團

師團・旅團配置。

| 部隊     | 方面隊 | 司令部所在地       | 隷下主要戰鬥部隊 | 隷下主要戰鬥部隊 | 隷下主要戰鬥部隊 | 隷下主要戰鬥部隊 | 特色                     | 師團/旅團長 俸給 | 部隊官方主頁           |
| 部隊     | 方面隊 | 司令部所在地       | 普通科(步兵)     | 特科(炮兵)       | 高射特科(防空)   | 戰車             | 特色                     | 師團/旅團長 俸給 | 部隊官方主頁           |
| -------- | ------ | ------------------ | ---------------- | ---------------- | ---------------- | ---------------- | ------------------------ | ---------------- | ---------------------- |
| 第1師團  | 東部   | 東京都練馬區       | 4個連隊          | 1個隊            | 1個大隊          | 1個大隊          | 即應近代化（政經中樞型） | 2號俸給          | （页面存档备份，存于） |
| 第2師團  | 北部   | 北海道旭川市       | 3個連隊          | 1個連隊          | 1個大隊          | 1個連隊          | 總合近代化               | 2號俸給          | （页面存档备份，存于） |
| 第3師團  | 中部   | 兵庫縣伊丹市       | 3個連隊          | 1個隊            | 1個大隊          | 1個大隊          | 即應近代化（政經中樞型） | 2號俸給          | （页面存档备份，存于） |
| 第4師團  | 西部   | 福岡縣春日市       | 4個連隊          | 1個連隊          | 1個大隊          | 1個大隊          | 即應近代化               | 2號俸給          | （页面存档备份，存于） |
| 第5旅團  | 北部   | 北海道帶廣市       | 3個連隊 (輕)     | 1個隊            | 1個中隊          | 1個隊            | 總和近代化               | 1號俸給          | （页面存档备份，存于） |
| 第6師團  | 東北   | 山形縣東根市       | 3個連隊          | 1個連隊          | 1個大隊          | 1個大隊          | 即應近代化               | 2號俸給          | （页面存档备份，存于） |
| 第7師團  | 北部   | 北海道千歳市       | 1個連隊          | 1個連隊          | 1個連隊          | 3個連隊          | 總合近代化（裝甲部隊）   | 1號俸給          | （页面存档备份，存于） |
| 第8師團  | 西部   | 熊本縣熊本市       | 4個連隊          | 1個連隊          | 1個大隊          | 1個大隊          | 即應近代化               | 1號俸給          | （页面存档备份，存于） |
| 第9師團  | 東北   | 青森縣青森市       | 3個連隊          | 1個連隊          | 1個大隊          | 1個大隊          | 即應近代化               | 1號俸給          | （页面存档备份，存于） |
| 第10師團 | 中部   | 愛知縣名古屋市     | 4個連隊          | 1個連隊          | 1個大隊          | 1個大隊          | 即應近代化               | 1號俸給          | （页面存档备份，存于） |
| 第11旅團 | 北部   | 北海道札幌市       | 3個連隊 (輕)     | 1個隊            | 1個中隊          | 1個大隊          | 總合近代化               | 1號俸給          | （页面存档备份，存于） |
| 第12旅團 | 東部   | 群馬縣榛東村       | 4個連隊 (輕)     | 1個隊            | 1個中隊          | （欠）           | 即應近代化（空中機動）   | 1號俸給          | （页面存档备份，存于） |
| 第13旅團 | 中部   | 廣島縣安藝郡海田町 | 3個連隊 (輕)     | 1個隊            | 1個中隊          | 1個中隊          | 即應近代化               | 1號俸給          | （页面存档备份，存于） |
| 第14旅團 | 中部   | 香川縣善通寺市     | 2個連隊 (輕)     | 1個隊            | 1個中隊          | 1個中隊          | 即應近代化               | 1號俸給          | （页面存档备份，存于） |
| 第15旅團 | 西部   | 沖繩縣那覇市       | 1個連隊 (輕)     | （無）           | 1個群            | （欠）           | 即應近代化（離島型）     | 1號俸給          |                        |

## 方面混成團
（相當於混編旅）
- 北部方面混合團（日语：北部方面混成団）
- 東北方面混合團（日语：東北方面混成団）
- 東部方面混合團（日语：東部方面混成団）
- 中部方面混合團（日语：中部方面混成団）
- 西部方面混合團（日语：西部方面混成団）

## 特科團・高射特科團
（相當於砲兵旅及防空砲兵旅）
- 陸上自衛隊第1炮兵團
- 陸上自衛隊第1高射特科團
- 陸上自衛隊第2高射特科團（日语：第2高射特科団）

## 設施團
（相當於工兵旅）
- 陸上自衛隊第1設施團（日语：第1施設団）
- 陸上自衛隊第2設施團（日语：第2施設団）
- 陸上自衛隊第4設施團（日语：第4施設団）
- 陸上自衛隊第5設施團（日语：第5施設団）

## 其他團
- 第1教育團
- 第3教育團
- 中央即應集團
  - 第1空降團
  - 第1直升機團
- 通信團
- 富士教導團
- 陸上自衛隊研究本部（日语：陸上自衛隊研究本部）開發實驗團（日语：陸上自衛隊開発実験団 (陸上自衛隊)）